# Palacio del Podestà (Bolonia)
El Palacio del Podestà de Bolonia (Italia) se encuentra en la Plaza Mayor, en pleno centro de la ciudad, junto con el Palacio de Accursio y la Basílica de San Petronio.

## Historia
El palacio fue construido alrededor del año 1200 contemporáneamente con la Plaza Mayor para llevar a cabo las funciones públicas y como sede del podestà y de sus funcionarios. La vista actual del palacio es muy distinta de la original debido a la posterior construcción del Palacio Rey Enzo.

## Arquitectura
Se trata de un gran complejo arquitectónico atravesado por dos calles que se cruzan bajo el Voltone del Podestà bajo el cual se yergue la Torre dell'Arengo, cuya campana avisaba al pueblo de acontecimientos extraordinarios. En el Voltone del Podestà fueron emplazadas en 1525 las estatuas de terracotta de los santos protectores de la ciudad, San Petronio, San Prócolo, Santo Domingo y San Francisco, todas ellas construidas por Alfonso Lombardi.  En 1453 Aristotile Fioravanti colocó la campana actual y renovó la fachada románica con un estilo renacentista. El palacio fue empleado como teatro entre los siglos XVI y XVIII y finalmente Adolfo De Carolis lo pintó al fresco a principios del siglo XX (uno de los frescos, titulado Abolizione della servitù, se realizó en recuerdo de los acontecimientos de 1256 y del Liber Paradisus).
Bajo el Voltone del Podestà, un extraordinario efecto acústico permite a los visitantes hablar entre sí incluso en voz baja y desde los ángulos opuestos del mismo voltone. La parte inferior del palacio está decorada con centenares de azulejos con motivos florales, todos distintas entre sí.
El Palacio del Podestà fue flanqueado por el Palacio Rey Enzo en 1245, tras sólo 40 años, en cuanto se reveló inadecuado para aguantar la masiva actividad popular en el gobierno de la ciudad.